# 南海九江中学
南海九江中学是一所位于中国广东省佛山市南海区的区属重点高中，地址位于九江镇船欄街100号。九江中学於1932年開办，为广东省首批国家示范性高中。现有教师215人。

## 設施
- 课室66个
- 功能场室56个
- 学生宿舍或公寓11幢
- 朱九江先生紀念堂